# Paul Harland
Paul Harland, pseudonym för Paul Smit, född 15 april 1960, död 17 juni 2003, nederländsk science fiction-författare. Han vann King Kong Award fyra gånger som efter hans död bytte namn till Paul Harland-priset.
Först trodde man att han begått självmord, men i december 2003 häktades hans fru och den 28 december 2004 dömdes hon till 12 års fängelse för mord.